# Andrew Joudrey
Andrew Joudrey (* 15. července 1984 v Halifaxu, Nové Skotsko) je bývalý kanadský hokejový útočník. Momentálně pracuje jako prezident juniorského klubu Madison Capitols působící v USHL.

## Hráčská kariéra
S profesionálním hokejem začínal v týmu Bedford Blues, kde hrával v lize NSBHL v sezóně 1999/00. V následující sezóně 2000/01 hrával v týmu Dartmouth Subways který hrával ligu NSMHL kde odehrál 82 zápasů ve kterých nasbíral 121 bodů. Po úspěšné sezóně opět změnil tým a ligu kde odehrál dvě sezóny v lize SJHL v týmu Notre Dame Hounds kde celkem odehrál 110 zápasů ve kterých nasbíral 78 bodů. V roce 2003 byl draftován týmem Washington Capitals v 8. kole (celkově 249.).
Po draftu odešel do ligy NCAA do týmu University Of Wisconsin kde odehrál 4 sezóny ve kterých celkem odehrál 158 zápasů ve kterých nasbíral 93 bodů a v sezóně 2005/06 pomohl vyhrál NCAA ligu. Na závěr sezóny 2006/07 měl debut v AHL v týmu Hershey Bears proti týmu Binghamton Senators kde si také vstřelil svůj první gól a v následujícím zápase si připsal první asistenci. Sezónu dohrál v Hershey Bears kde se tým dostal až do finále playoff kde prohráli s týmem Hamilton Bulldogs 1:4 na zápasy.
V Hershey Bears hraje svou pátou sezónu ve kterých pomohl vybojovat v sezónách 2008/2009 a 2009/2010 Calderův pohár a od sezóny 2010/2011 byl zvolen kapitánem týmu. Po skončení smlouvy v sezóně 2010/11 se stal neomezeným hráčem. 2. července 2011 podepsal dvouletou dvoucestnou smlouvu s klubem Columbus Blue Jackets. Do základního kádru Blue Jackets se nedostal a byl tak poslán do farmářského celku v Springfield Falcons. V klubu Springfield Falcons byl zvolen alternativním hráčem. 1. února 2012 debutoval v NHL proti týmu Los Angeles Kings, v zápase odehrál devět minut a šestnáct sekund.

## Zajímavosti
V sezóně 2003/2004 hrával v lize NCAA, kde odehrál 42 zápasů, dostal jenom dvě trestné minuty.

## Prvenství

### NHL
- Debut - 1. února 2012 (Los Angeles Kings proti Columbus Blue Jackets)

### AHL
- Debut - 4. dubna 2007 (Hershey Bears proti Binghamton Senators)
- První gól - 4. dubna 2007 (Hershey Bears proti Binghamton Senators, kanadskému brankáři Brian Elliott)
- První asistence - 6. dubna 2007 (Hershey Bears proti Philadelphia Phantoms)

## Klubové statistiky
| Sezóna       | Klub                    | Soutěž       |     | Základní část | Základní část | Základní část | Základní část | Základní část |   | Play off | Play off | Play off | Play off | Play off |
| Sezóna       | Klub                    | Soutěž       | Z   | G             | A             | B             | TM            | Z             | G | A        | B        | TM       |          |          |
| 2000/2001    | Dartmouth Subways       | NSMHL        | 82  | 51            | 70            | 121           |               | —             | — | —        | —        | —        |          |          |
| 2001/2002    | Notre Dame Hounds       | SJHL         | 57  | 24            | 38            | 62            | 14            | —             | — | —        | —        | —        |          |          |
| 2002/2003    | Notre Dame Hounds       | SJHL         | 53  | 27            | 51            | 16            | 78            | —             | — | —        | —        | —        |          |          |
| 2003/2004    | University Of Wisconsin | NCAA         | 42  | 7             | 15            | 22            | 2             | —             | — | —        | —        | —        |          |          |
| 2004/2005    | University Of Wisconsin | NCAA         | 41  | 7             | 17            | 24            | 18            | —             | — | —        | —        | —        |          |          |
| 2005/2006    | University Of Wisconsin | NCAA         | 35  | 8             | 10            | 18            | 14            | —             | — | —        | —        | —        |          |          |
| 2006/2007    | University Of Wisconsin | NCAA         | 40  | 9             | 20            | 29            | 18            | —             | — | —        | —        | —        |          |          |
| 2006/2007    | Hershey Bears           | AHL          | 5   | 2             | 1             | 3             | 0             | 10            | 0 | 2        | 2        | 0        |          |          |
| 2007/2008    | Hershey Bears           | AHL          | 61  | 11            | 14            | 25            | 22            | 5             | 0 | 1        | 1        | 0        |          |          |
| 2008/2009    | Hershey Bears           | AHL          | 68  | 6             | 20            | 26            | 22            | 22            | 1 | 3        | 4        | 6        |          |          |
| 2009/2010    | Hershey Bears           | AHL          | 78  | 15            | 19            | 34            | 11            | 21            | 1 | 2        | 3        | 4        |          |          |
| 2010/2011    | Hershey Bears           | AHL          | 66  | 7             | 7             | 14            | 20            | 6             | 0 | 1        | 1        | 0        |          |          |
| 2011/2012    | Springfield Falcons     | AHL          | 73  | 14            | 11            | 25            | 18            | —             | — | —        | —        | —        |          |          |
| 2011/2012    | Columbus Blue Jackets   | NHL          | 1   | 0             | 0             | 0             | 0             | —             | — | —        | —        | —        |          |          |
| 2012/2013    | Springfield Falcons     | AHL          | 73  | 9             | 13            | 22            | 26            | 6             | 1 | 2        | 3        | 2        |          |          |
| 2013/2014    | Springfield Falcons     | AHL          | 67  | 12            | 20            | 32            | 38            | 2             | 1 | 1        | 2        | 0        |          |          |
| 2014/2015    | Adler Mannheim          | DEL          | 52  | 11            | 18            | 29            | 22            | 15            | 5 | 3        | 8        | 18       |          |          |
| 2015/2016    | Adler Mannheim          | DEL          | 48  | 7             | 7             | 14            | 18            | 3             | 0 | 0        | 0        | 4        |          |          |
| 2016/2017    | Adler Mannheim          | DEL          | 52  | 5             | 5             | 10            | 43            | 7             | 0 | 1        | 1        | 2        |          |          |
| Celkem v AHL | Celkem v AHL            | Celkem v AHL | 491 | 76            | 105           | 181           | 157           | 72            | 4 | 12       | 16       | 12       |          |          |
| Celkem v NHL | Celkem v NHL            | Celkem v NHL | 1   | 0             | 0             | 0             | 0             | —             | — | —        | —        | —        |          |          |